# Moduin
Moduin oder Modoin, lat. Modoinus oder Moduinus, (* um 770; † 840 bis 843) war als Geistlicher und Dichter der Karolingischen Renaissance am Hof Karls des Großen und Ludwigs des Frommen tätig. Ab etwa 815 war er Bischof von Autun.
Von ihm stammen Gedichte unter anderem zum Lob von Karl dem Großen, ein weiteres ist an seinen Freund Theodulf von Orléans gerichtet. Seine Ecloga (804 bis 810 entstanden) ist ein Dialog über Dichtkunst, in dem er auch den Hof Karls des Großen als neues Rom preist. Er signierte seine Gedichte als „Naso“ nach dem Beinamen von Ovid. Eine vollständige Handschrift der Ecloga ist in der British Library, eine weitere in Darmstadt.
Als 835 Agobard als Bischof von Lyon abgesetzt war, übernahm Moduin einige von dessen Aufgaben, was ihn in Konflikt mit dem dortigen Klerus brachte, besonders Florus von Lyon.
Möglicherweise (Francesco Stella) ist er auch Dichter des anonym erschienenen Gedichts Karolus Magnus et Leo Papa (Paderborner Epos, um 800) über die Begegnung von Karl mit Papst Leo in Paderborn 799.

## Schriften
- Ecloga. In: Ernst Dümmler: Poetae Latini Aevi Carolini. Band 1, Monumenta Germania Historica, Berlin 1881, S. 382–391[1]
  - und Briefgedicht an Theodulf, S. 569
- Dümmler: Nasos (Modoins) Gedichte an Karl den Großen. Neues Archiv der Gesellschaft für ältere deutsche Geschichtskunde, Band 11, 1885/86, S. 81–90[2]